# Sunset Overdrive
Sunset Overdrive est un jeu vidéo d'action en monde ouvert adoptant une vue à la troisième personne. Développé par Insomniac Games et édité par Microsoft Studios, le jeu est sorti le 28 octobre 2014 exclusivement sur Xbox One. En août 2019, Sony a annoncé l'acquisition d'Insomniac Games et de ses propriétés intellectuelles. La licence Sunset Overdrive appartient désormais à Sony Interactive Entertainment.

## Synopsis
Les joueurs parcourent le monde ouvert de la métropole de Sunset City en 2027. Ce monde dystopique est contrôlé par la société FizzCo. Le protagoniste (Yuri Lowenthal  et Stephanie Lemelin ) est un employé de l'entreprise, chargé de nettoyer le désordre laissé à la suite d'une fête organisée par FizzCo pour célébrer le lancement de leur nouvelle boisson énergétique, l'Overcharge Delirium XT. Mais tout ne se passe pas comme prévu et un défaut de fabrication du soda transforme tous les buveurs d'Overcharge en mutants nommés Overdosés. Pour n'importe qui, cette apocalypse serait effroyable, mais pour vous, c'est le moyen de dépasser les limites. Tuez les Overdosés à l'aide d'armes plus loufoques les unes que les autres, aidez les rares survivants, glissez sur les barrières et fils électriques, courez sur les murs, rebondissez sur les voitures et découvrez les secrets de FizzCo.

## Système de jeu
Le jeu se concentre sur des affrontements agiles, notamment par le biais de tyroliennes et d'acrobaties. Les joueurs se battent contre des humains qui ont muté après avoir pris une surdose de la boisson énergétique.
Le jeu est riche en couleurs, avec un côté comics et très fun.
Le jeu propose un arsenal d'armes variées allant du « Roman Candle » qui lance des Chandelle romaine au « High Fidelity » permettant de tirer des vinyles. Certaines armes font également référence à la culture populaire. Ainsi, le « Dude » lance des boules de bowling en références au film The Big Lebowski (1998) tandis que le pistolet « Dirty Harry » doit son nom à la série de films homonyme (1971-1988) mettant en scène l'inspecteur Harry Callahan.

## Accueil
- Canard PC : 6/10[3]